# Orient (Dacota do Sul)
Orient é uma cidade  localizada no estado norte-americano de Dakota do Sul, no Condado de Faulk.

## Demografia
Segundo o censo norte-americano de 2000, a sua população era de 57 habitantes.
Em 2006, foi estimada uma população de 49, um decréscimo de 8 (-14.0%).

## Geografia
De acordo com o United States Census Bureau tem uma área de
0,8 km², dos quais 0,8 km² cobertos por terra e 0,0 km² cobertos por água.

## Localidades na vizinhança
O diagrama seguinte representa as localidades num raio de 40 km ao redor de Orient.